# Ōki
Ōki (大木町, Ōki-machi) est un bourg du district de Mizuma, dans la préfecture de Fukuoka, au Japon.

## Géographie

### Démographie
Au 1er août 2014, la population d'Ōki s'élevait à 14 229 habitants répartis sur une superficie de 18,43 km2.